# Episodi di iCarly (terza stagione)
La terza stagione della serie televisiva iCarly è andata in onda negli Stati Uniti dal 12 settembre 2009 al 26 giugno 2010 sul canale Nickelodeon.
In Italia è andata in onda dal 13 settembre 2010 all'8 ottobre 2011 sempre su Nickelodeon e in replica dall'11 febbraio 2012 su Boing.
| nº | Titolo originale          | Titolo italiano              | Prima TV USA      | Prima TV Italia   |
| -- | ------------------------- | ---------------------------- | ----------------- | ----------------- |
| 1  | iThink They Kissed        | Si sono baciati              | 12 settembre 2009 | 13 settembre 2010 |
| 2  | iCook                     | Sfida ai fornelli            | 19 settembre 2009 | 14 settembre 2010 |
| 3  | iSpeed Date               | Incontri lampo               | 26 settembre 2009 | 15 settembre 2010 |
| 4  | iCarly Awards             | iCarly Awards                | 3 ottobre 2009    | 16 settembre 2010 |
| 5  | iHave My Principals       | Rivoglio il mio preside      | 17 ottobre 2009   | 17 settembre 2010 |
| 6  | iFind Lewbert's Lost Love | La vecchia fiamma di Lewbert | 14 novembre 2009  | 20 settembre 2010 |
| 7  | iMove Out                 | Vado a vivere da solo        | 28 novembre 2009  | 21 settembre 2010 |
| 8  | iQuit iCarly              | Lascio iCarly                | 5 dicembre 2009   | 22 settembre 2010 |
| 9  | iQuit iCarly              | Lascio iCarly                | 5 dicembre 2009   | 23 settembre 2010 |
| 10 | iSaved Your Life          | Ti ho salvato la vita        | 18 gennaio 2010   | 24 settembre 2010 |
| 11 | iWas A Pageant Girl       | Il concorso di bellezza      | 29 gennaio 2010   | 27 settembre 2010 |
| 12 | iEnrage Gibby             | Ho fatto arrabbiare Gibby    | 5 febbraio 2010   | 28 settembre 2010 |
| 13 | iSpace Out                | iCarly dallo spazio          | 5 marzo 2010      | 29 settembre 2010 |
| 14 | iFix a Popstar            | Il rilancio della popstar    | 19 marzo 2010     | 30 settembre 2010 |
| 15 | iBloop                    | Nessuno è perfetto           | 17 aprile 2010    | 1º ottobre 2010   |
| 16 | iWon't Cancel The Show    | Lo show senza Sam            | 1º maggio 2010    | 4 ottobre 2010    |
| 17 | iBelieve in Bigfoot       | Caccia al Bigfoot            | 15 maggio 2010    | 5 ottobre 2010    |
| 18 | iPsycho                   | iPsycho                      | 4 giugno 2010     | 6 ottobre 2010    |
| 19 | iPsycho                   | iPsycho                      | 4 giugno 2010     | 7 ottobre 2010    |
| 20 | iBeat The Heat            | Grande caldo a Seattle       | 26 giugno 2010    | 8 ottobre 2010    |

## Si sono baciati
- Titolo originale: iThink They Kissed
- Diretto da: Adam Weissman
- Scritto da: Steve Holland

### Trama
Durante lo show di iCarly, a Sam cade un dente, così Carly la porta dal dentista. Il dentista dà del gas esilarante a Sam per farla calmare e dopo l'operazione ai denti, Sam dice per sbaglio a Carly che lei e Freddie si sono baciati un anno prima (nell'episodio Il primo bacio). Carly si arrabbia perché essendo i suoi migliori amici non le hanno detto niente. Intanto Spencer insegna arte in un carcere e costruisce con i detenuti una scultura di un paio di pantaloni, in cui si nascondono e una volta usciti scappano, poi Carly sapendo la verità sul bacio di Sam e Freddie chiede delle spiegazioni e così fanno pace.

## Sfida ai fornelli
- Titolo originale: iCook
- Diretto da: Roger Christiansen
- Scritto da: Dan Schenieder

### Trama
Durante le riprese di iCarly, Carly e Sam rivelano la ricetta degli spaghetti tacos. Un famoso cuoco di nome Ricky Flame sfida i tre amici ad una sfida di spaghetti tacos che andrà in TV. I tre amici di iCarly riescono a vincere la sfida, ma, Ricky Flame si chiude in casa per la vergogna di aver perso. Dopo un po', capisce che non gli importa cucinare, ma solo vincere e così durande una videochat Ricky dice alla gag di andare in una palestra dove scoprono che combatte contro dei bambini e così Sam lo atterra e Ricky ritorna depresso. Intanto Spencer sviene perché Sam ha fatto installare un allarme nel suo armadietto che se lo tocchi ti dà la scossa; mentre è svenuto ha una visione in cui viene abbracciato da un personaggio di Galaxy Wars.
- Guest star: Al Spinosa (Ricky Flame), Martin Klebba (Nug Nug), Angela Martinez (Sarah James)

## Incontri lampo
- Titolo originale: iSpeed Date
- Diretto da: Russ Reinsel
- Scritto da: Andrew Hill Newman

### Trama
Un giorno Carly vuole invitare al ballo Nate, ma lui ha già ricevuto un invito. Sam decide di aiutare Carly a trovare un ragazzo per il ballo facendo un appello su iCarly. Rispondono all'appello precisamente 757 ragazzi, e tra questi Carly sceglie Austin, che all'inizio le sembra simpatico ma non sa ascoltare e la interrompe continuamente. Carly chiede a Sam di invitare Gibby al ballo perché nessuno l'aveva invitato, ma Gibby la rifiuta perché ha già una ragazza, Tasha, mentre Freddie è costretto ad accettare l'invito di Malika, una ragazza fissata con la magia. Quando Carly e Freddie restano soli dopo la serata tremenda, ballano assieme,ma non si accorgono di Sam che era arrivata e senza dire una parola va via dispiaciuta.
- Guest star: Emily Ratajkowski (Tasha)

## iCarly Awards
- Titolo originale: iCarly Awards
- Diretto da: Steve Hoefer
- Scritto da: Andrew Hill Newman

### Trama
Carly, Sam e Freddie devono consegnare dieci premi ai creatori dei video migliori mandati ad iCarly. Spencer che ha il compito di costruire le dieci statuette, ne costruisce una gigantesca, così, per rimediare, si fa aiutare da dei modelli in costume da bagno con dei muscoli scolpiti alla perfezione a costruire le statuette. Intanto arriva il fotografo che doveva fotografare i modelli, ma Spencer, per far rimanere i modelli, lega e imbavaglia il fotografo. Infine Carly, Sam e Freddie consegnano la statua gigantesca a Spencer per il premio come miglior fratello maggiore del mondo.
- Guest star: John Burke (Fotografo)

## Rivoglio il mio preside
- Titolo originale: iHave My Principals
- Diretto da: David Kendall
- Scritto da: Matt Fleckenstein

### Trama
Il preside Franklin fa convocare Carly, Sam e Freddie nel suo ufficio per chiedere loro se può partecipare al loro show per fare gli auguri di compleanno a sua figlia, che è appassionata di iCarly. Lo show va al meglio, ma il mattino seguente Sam e Freddie scoprono che il preside Franklin è stato licenziato perché il sovrintendente della scuola lo definisce inconveniente. Sostituisce il preside Franklin con gli odiati professori della scuola il signor Howard e la signora Briggs, che mettono telecamere ovunque, introducono le divise e danno punizioni ingiuste. Tutti decidono di ribellarsi e escogitano un piano per far tornare il preside Franklin a scuola. Nel frattempo Spencer costruisce un toro meccanico.
- Guest star: Weston Blakesley (Sovrintendente Gorman), Muse Watson (Bucky), Mindy Sterling (Signorina Briggs), Tim Russ (Preside Franklin), David St. James (signor Howard)

## La vecchia fiamma di Lewbert
- Titolo originale: iFind Lewbert's Lost Love
- Diretto da: David Kendall
- Scritto da: Jake Farrow

### Trama
Carly, Sam e Freddie trovano un vecchio video di Lewbert dove c'è lui con la sua ex molto felici. Allora decidono di farli reincontrare ma si scopre che la ragazza è perfida e vuole comandare Lewbert. Ma quando Carly cerca di parlarle lei pensa che lei sia gelosa e che vuole Lewbert tutto per sé. Nel frattempo Spencer cerca di catturare un ladro insieme a Chuck e scopre che il ladro è proprio il suo compagno, così chiama la polizia, ma Lewbert si fa arrestare al suo posto per stare lontano dalla sua ex, resterá in prigione per 6 mesi per aver picchiato un poliziotto.

## Vado a vivere da solo
- Titolo originale: iMove Out
- Diretto da: Steve Hoefer
- Scritto da: Arthur Gradstein

### Trama
Freddie decide di andarsene da casa dopo che sua madre lo imbarazza durante iCarly e a scuola; Carly e Sam, intanto, avviano un grande affare: la fotografia di un animale domestico, in concorrenza con un'altra coppia. Alla fine la signora Benson dice a Freddie che è veramente dispiaciuta e lui la perdona, facendole promettere di non imbarazzarlo mai più.
- Guest star: Mary Scheer (Signora Benson)

## Lascio iCarly
- Titolo originale: iQuit iCarly
- Diretto da: Steve Hoefer
- Scritto da: Dan Schneider

### Trama
Dopo aver acconsentito ad aiutare una coppia di comici, Fleck e Dave, a fare un video, Sam e Carly hanno dei problemi e finiscono per rompere la loro amicizia. Dopo aver chiuso iCarly e dopo che entrambe rischiano la morte dal quattordicesimo piano, ritornano amiche come prima. Spencer vince una barca che, dopo essergli stata rubata, riconquista.

## Ti ho salvato la vita
- Titolo originale: iSaved Your Life
- Diretto da: Larry LaFond
- Scritto da: Eric Goldberg e Peter Tibbals

### Trama
Carly viene quasi investita da un Camion ma Freddie la salva e viene investito al posto suo. Carly sentendosi in colpa, incomincia a provare un'attrazione per Freddie infatti lo bacia e così si mettono insieme. Sam allora avverte Freddie che in realtà Carly prova questa attrazione per lui solo perché si sente debitrice così Freddie la lascia perché vuole avere una relazione vera. Nel frattempo, Sam e Spencer sono impegnati nel gioco "Assassino" e sono disposti a tutto pur di battere l'un l'altro.
- Guest star: Mary Scheer (signora Benson), Adrian Neil (signora Devlin)

## Il concorso di bellezza
- Titolo originale: iWas A Pageant Girl
- Diretto da: Steve Hoefer
- Scritto da: Dan Schneider

### Trama
Carly e Sam invitano nel loro show una ragazza che in passato aveva partecipato a un sacco di concorsi di bellezza, ma che quest'anno decide di non parteciparvi a causa di una ragazza che ne ha già vinti 99 di fila. Sam conosce quella ragazza e chiede a Carly di iscriversi a un concorso di bellezza per batterla, poiché lei non può farlo, in quanto esclusa per sette anni, sospettata di aver buttato giù dalle scale la ragazza che ora mira a vincere il suo centesimo concorso di bellezza.
Al concorso, Sam si rende conto che i sette anni di allontanamento sono terminati e partecipa lei al posto di Carly, vincendo. Nel frattempo, Spencer e Freddie devono affrontare un appuntamento a quattro ma mentre i due maschi giocano ad una partita infinita ad indovina chi sono le due ragazze se ne vanno.
- Guest star: Lane Napper (Ernie), Gilland Jones (LeAnn Carter), Shanley Caswell (Tara), Harley Graham (Sam da bambina)

## Ho fatto arrabbiare Gibby
- Titolo originale: iEnrage Gibby
- Diretto da: Jonathan Goldstein
- Scritto da: Jake Farrow

### Trama
Gibby pensa che Freddie abbia provato a baciare la sua ragazza, perché li ha colti sdraiati e abbracciati. In realtà Tasha è semplicemente caduta su Freddie. Gibby minaccia di volerlo picchiare, ma grazie alla telecamera che riprendeva le fette di pane (che in iCarly servivano per vedere come marcissero in una settimana), Gibby scopre la verità e si chiarisce con Freddie. Nel frattempo Spencer finge di essere morto per avere tanti soldi vendendo sculture.

## iCarly dallo spazio
- Titolo originale: iSpace Out
- Diretta da: Dan Schnider
- Scritto da: Jake Farrow

### Trama
Un miliardario chiede a Carly, Sam e Freddie di mettere su il primo spettacolo in diretta web dallo spazio esterno,ma solo se sono in grado di sottoporsi a test per viaggi spaziali, in competizione contro un altro webshow. Mentre Carly cerca di far smettere Sam e Freddie di litigare, comincia a impazzire e scappa via.
Intanto Spencer trova una bambina in casa sua, e dopo aver consultato uno psichiatra, crede di essere pazzo.

## Il rilancio della popstar
- Titolo originale: iFix a Popstar
- Diretto da: Steve Hoefer
- Scritto da: Matt Fleckenstein

### Trama
Il video di Wade Collins, diretto dai ragazzi di iCarly, arriva primo in classifica e alla pop star Ginger Fox piace molto, così ingaggia Carly, Sam e Freddie per girare il video del suo grande ritorno. Il team iCarly scopre che Ginger Fox in realtà non ha alcun talento e che non è facile lavorare con lei, e che se non farà bella figura sarà tutta colpa loro. Nel frattempo Spencer inizia a uscire con la madre di Gibby, ma ha difficoltà a baciarla.
- Guest star: Betsy Rue (Ginger Fox), Deena Dill (mamma di Gibby)

## Nessuno è perfetto
- Titolo originale: iBloop
- Diretto da: Steve Hoefer
- Scritto da: Dan Shneider

### Trama
Questo non è un episodio di iCarly normale, bensì in questo episodio ci saranno Miranda Cosgrove (Carly) e Jerry Trainor (Spencer) che ci faranno vedere degli errori tagliati da alcuni episodi. La puntata comincia con Miranda che sgrida Jerry perché secondo lei dovrebbe recitare meglio, ma poi Jerry la distrae facendo partire gli errori degli altri attori.

## Lo show senza Sam
- Titolo originale: iWon't Cancel The Show
- Diretto da: Jake Farrow
- Scritto da: Dan Schneider

### Trama
Carly è entusiasta perché il padre, in un sottomarino, le ha detto che vedrà per la prima volta il suo show, ma Sam è finita in prigione per aver insultato l'ambasciatore del Messico e non potrà essere presente allo show. Carly chiede a Spencer di sostituirla, che accetta, seppur abbia in programma un appuntamento galante con una ragazza sofisticata e pignola.
- Note: in questa puntata Sam non è presente perché Jennette McCurdy aveva la febbre[senza fonte]

## Caccia al Bigfoot
- Titolo originale: iBelieve in Bigfoot
- Diretto da: Steve Hoefer
- Scritto da: Dan Schneider

### Trama
Carly, Sam e Freddie vedono un notiziario dove viene raccontato l'avvistamento di "Bigfoot". I tre amici e Spencer vanno così nella foresta di "Mount Baker",dove è stato avvistato. Ma Spencer va soprattutto per cercare un animale inventato da lui: il Castorocione. Alla fine scoprono che il Bigfoot era interpretato da uno scrittore che ha scritto un libro per avere più successo. Ma il camper di Carly viene rubato dal vero Bigfoot.

## iPsycho
- Diretto da: Steve Hoefer
- Scritto da: Dan Schneider e Ben Huebscher

### Trama
Carly, Sam e Freddie vengono invitati a casa di una loro fan chiamata Nora a festeggiare il suo compleanno. I tre ragazzi non sanno che lei è una pazza che vuole solo chiuderli nello scantinato per conquistare la loro amicizia. Fortunatamente Carly manda un video messaggio a Gibby per chiedere aiuto. Così Gibby e il suo fratello più piccolo, Guppy, vanno a casa di Nora e Gibby inizia contro di lei una lotta di arti marziali che vede Gibby vincitore.
Nel frattempo Spencer cerca di aggiustare un bancone in marmo che lui aveva precedentemente rotto con un ombrello per colpire una mosca.
- Special guest star: Ethan Munck (Guppy)
- Guest star: Danielle Morrow (Nora Dershlit)

## Grande caldo a Seattle
- Titolo originale: iBeat The Heat
- Diretto da: Larry Carter e Steve Hoefer
- Scritto da: Dan Schneider

### Trama
A Seattle arriva il giorno più caldo dell'anno. Carly, Sam e Freddie hanno un caldo tremendo, ma arriva Spencer che porta con sé un condizionatore potentissimo. L'appartamento si rinfresca, ma scatta la luce e il condominio rimane senza corrente elettrica, tranne l'appartamento di Carly, perché Spencer ha usato un generatore di corrente solo per il suo appartamento. Purtroppo tutti i vicini arrivano a casa di Carly e ci rimangono per un po'. Nessuno si conosceva prima di quest'incontro, così tutti, grazie a Carly, diventano amici (dopo delle liti). Nel frattempo Freddie invita nell'appartamento di Carly la cugina di Gibby, con cui chatta tutti i giorni. La ragazza è altissima per questo Sam prende in giro Freddie. Dopo che tutti i vicini se ne sono andati da casa di Carly, la cugina di Gibby distrugge involontariamente il progetto scolastico di Carly, dopo che Freddie, per sbaglio, le ha schizzato negli occhi un po' di succo di limone.